# Чарнок
Чарнок је археолошки локалитет који се налази у насељу Бачко Добро Поље у општини Врбас. Припада категорији споменика културе од великог значаја, уписан у централни регистар 1995. године. Покрајински завод за заштиту споменика културе Нови Сад води локални регистар.
Археолошка ископавања на овом подручју вођена су у периоду од 1984. до 1991. године. Насеље које је овде било потиче из периода касног латена. На овом простору се нализио келтски опидум, који је имао улогу трговачког центра, а затим и одбрамбену улогу.

## Локација налазишта
На простору јужно од Врбаса у атару насеља Бачко Добро Поље, на потесу Чарнок, откривено је насеље отвореног и затвореног типа. Насеље се датује у касни латен. Насеље је било окружено бедемом елипсоидног облика. Овакав тип утврђења карактеристичан је за Подунавље у 1. веку п. н. е., а намена му је пре свега одбрамбрена. У књизи Фридриха Лоца се наводи да је пронађен кружни шанац који су имали Авари око својих утврђења и он закључује да су овај терен касније, у 6. веку насељавали Авари и Словени (после продора Хуна).
Поред тога што је археолошки локалитет, Чарнок је и споменик природе треће категорије заштићених природних добара, значајно природно добро, због ретких биљних и животињских врста које га настањују.

## Историјска позадина
Доласком Келта на ова подручја у другој половини 4. века п. н. е., Чарнок постаје келтски опидум, и функционише првенствено као трговачки центар, а касније добија и одбрамбену улогу.
Од 1. века нове ере ови простори су део тзв. барбарикума који се налази наспрам Римског царства и доживљава директне утицаје Римске цивилизације. Истовремено долази до насељавања Сармата, народа иранског порекла, који доносе и грчко-хеленистичке културне утицаје. Од 4. века наше ере просторе запљускују таласи народа који су ношени великом сеобом народа и Чарнок губећи стратешку важност бива трајно напуштен.

## Насеље
На локалитету је откривено насеље са утврђењем елипсоидног облика. Око насеља се налази земљани бедем и ров. Непосредно уз бедем налазе се јаме и силоси. У средишњем делу је простор за који се претпоставља да је представљао трг. Откривени су остаци неколико хоризоната настањивања. Према налазима покретног материјала одређена је припадност насеља. У питању је опидум, келтски тип земљаних утврђења. Оваква насеља карактеристична су за Подунавље и Панонску низију током 2. и 1. века п. н. е.
Изван бедема констатовано је насеље отвореног типа, са обектом који би могао бити полуземуница са ровом. Претпоставља се да је ово старије насеље.

## Керамика
Откривени керамички предмети сврстани су у фазу Гомолава IVb (латенска провенијенција), односно Скордисцима. Ово келтско племе је насељавало простор између Тисе и Дунава током 1. века п. н. е.

## Галерија
- Поглед на бедеме
- Улаз у бедеме
- Поглед са бедема
- Унутрашњост "хале"
- Инфраструктура за посетиоце
- Информативна табла
- Остаци угљенисане корпе са житарицама из 2. века п. н. е.
- Чарнок из ваздуха; лево је келтски Опидум а десно остаци средњовековне цркве
- Археолошки локалитет Чарнок на коме се виде остаци пећи за сушење житарица
- Римска опека из 3. века наше ере, била је уграђена у средњовековну цркву
- Прво евидентирано археолошко ископавање на Чарноку 1902. године
- Пећ за сушење житарица
- Пећ за сушење житарица из 2. века п.н.е
- Археолошка истраживања
- Преношење пећи „in situ”
- Радови на преношењу пећи у музеј
- Припрема пећи за преношење
- Рестаурација пећи
- Рестаурација пећи за сушење житарица
- Музеј у Врбасу, стална поставка
- Предмети са археолошког локалитета Чарнок у Градском музеју Врбас
- Предмет пронађен на Чарноку
- Угљенисана пшеница